# Jorelyn Carabalí
Jorelyn Carabalí (Jamundí; 18 de mayo de 1997) es una futbolista colombiana. Juega en la posición de defensa en el  Brighton & Hove Albion de la Women's Super League.

## Selección nacional
Debutó con la selección mayor de Colombia el 18 de enero de 2021 contra Estados Unidos en un partido amistoso.
El 3 de julio de 2022 es convocada por el técnico Nelson Abadía para la Copa América Femenina 2022 a realizarse en Colombia.

### Participaciones en Copa América
| Copa                       | Sede     | Resultado  | Partidos | Goles |
| -------------------------- | -------- | ---------- | -------- | ----- |
| Copa América Femenina 2022 | Colombia | Subcampeón | 8        | 0     |

## Clubes
| Club                   | País       | Año           |
| ---------------------- | ---------- | ------------- |
| Orsomarso S. C.        | Colombia   | 2017          |
| Atlético Huila         | Colombia   | 2018 - 2019   |
| Deportivo Cali         | Colombia   | 2020-2022     |
| Atlético Mineiro       | Brasil     | 2023          |
| Brighton & Hove Albion | Inglaterra | 2023-presente |

## Palmarés

### Títulos nacionales
| Título        | Club           | País     | Año  |
| ------------- | -------------- | -------- | ---- |
| Liga Femenina | Atlético Huila | Colombia | 2018 |
| Liga Femenina | Deportivo Cali | Colombia | 2021 |

### Títulos internacionales
| Título              | Equipo                                | Sede     | Año  |
| ------------------- | ------------------------------------- | -------- | ---- |
| Juegos Bolivarianos | Selección femenina Sub-20 de Colombia | Colombia | 2017 |